# Молот (фильм)
«Молот» — российский драматический кинофильм режиссёра Нурбека Эгена о боксёре Викторе, попавшем в аварию, после чего бандит Акула угрожает убить его любимую девушку, если тот снова не выйдет на ринг и не проиграет.
Премьера фильма в России состоялась 3 ноября 2016 года.

## Сюжет
Известный боксёр Виктор Строев, любимец публики Санкт-Петербурга по прозвищу «Молот» (Алексей Чадов), выходит в финал чемпионата мира по ММА. Букмекеры высоко оценивают его шансы на победу, хотя соперник в финале ждёт очень серьёзный — американский борец Мануэль Ривера, известный как «Тайфун» (Мелвин Манхуф).
Виктор с менеджером Аликом (Сергей Чирков) и товарищами отмечает выход в финал в ночном клубе. Туда же приезжает их бывший одноклассник — букмекер Евгений по кличке «Акула» (Антон Шагин) и приводит с собой Веру (Оксана Акиньшина), которая тоже училась в одной школе с ними. Евгения, Веру и Виктора связывает старый «любовный треугольник» — Виктор не скрывает, что не рад видеть бывшего товарища. Алик признаётся, что это он его пригласил.
Евгений предлагает Виктору сотрудничать: в совместном сговоре организовывать договорные поединки. Виктор отказывается и уходит. У барной стойки он подсаживается к Вере и приветливо общается с ней. Из-за этого между Виктором и Евгением вспыхивает конфликт, но «Акула» не решается затевать в клубе кровавую потасовку и отступает.
Той же ночью Виктор и Вера гуляют по Санкт-Петербургу, не скрывая друг от друга проснувшихся старых чувств. Их подкарауливает «Акула» с охраной. Завязывается неравный бой на набережной Невы. Виктору удаётся выстоять против нескольких бойцов и уехать вместе с Верой. Евгений отправляется в погоню, которая приводит к страшной аварии: уходя от преследователей, Виктор и Вера разбиваются после неудачного прыжка на автомобиле через разводящийся мост.
Виктор попадает в больницу. У него серьёзная травма головы — нужна дорогостоящая операция. «Акула» находит Веру, приносит извинения и предлагает помощь. Она сначала отказывается, но потом, сознавая, что другого варианта для Виктора нет, сама приходит к «Акуле» на яхту.
Евгений через Алика даёт денег на операцию, пока не озвучивая условий. Операция проходит успешно, жизнь Виктора вне опасности, но возвращение на ринг под большим вопросом.
Через несколько дней «Акула» крупно проигрывает на тотализаторе. К нему приходит бандит сообщник по кличке «Солдат» (Никита Панфилов) с командой коллекторов и силой требует вернуть долг. Евгений просит подождать и предлагает разделить прибыль от договорного боя, который организует сам. Терять «Акуле» нечего: на кону дом, всё его имущество и, возможно, жизнь. «Солдат» соглашается из любопытства. Из-за всего этого у слабоуравновешенного букмекера случается нервный срыв, и он избивает Веру за то, что она говорила по телефону с Виктором.
Потом Евгений назначает Алику условие: Виктор должен выйти на финальный матч против «Тайфуна», несмотря на травму: стараниями Алика ни пресса, ни поклонники не знают об аварии. Уверенный, что у Виктора нет шансов, «Акула» ставит на его проигрыш всё своё имущество.
Самочувствие Виктора не улучшается, его мучают головокружения и боли. Случайно пропущенный на спарринге удар едва не приводит к кровоизлиянию в мозг, и даже утренние пробежки даются с трудом, но он и сам собирается драться в финале, несмотря на протесты своего тренера Борисыча (Игорь Скляр). Алик, который сначала тоже был против, после встречи с Евгением меняет своё мнение: он находит боксёру нового тренера и даже предлагает ему стимуляторы, от которых Виктор наотрез отказывается. Позже Виктор догадывается, что Алик принял помощь «Акулы», ссорится с ним и обещает после финала прекратить сотрудничество.
Решение принято, бой объявлен. Превозмогая боль, пренебрегая смертельной опасностью, Виктор тренируется. Он мирится с Верой, к нему возвращается Борисыч. Той ночью, когда «Тайфун» прилетает в Санкт-Петербург, Евгений снова видит Веру с Виктором.
В день финала люди «Акулы» похищают Веру. Евгений перед самым боем заходит в раздевалку к Виктору и выдвигает ультиматум: он должен проиграть бой, иначе Веру убьют. Исполненный душевной и спортивной ярости Виктор выходит на ринг. Силы противников считают объективно равными, шансы обоюдными. Вся страна болеет за Виктора, кроме «Акулы» и, возможно, «Солдата». С помощью пожарной сигнализации Алик отвлекает охранников Веры, позволяя ей сбежать. Бойцы «Акулы» жестоко избивают Алика, он остаётся лежать без движения.
Несмотря на головокружения и боль, Виктор под конец третьего раунда побеждает «Тайфуна» и становится чемпионом мира по ММА. На глазах восхищённой публики он принимает общие поздравления. Вера с Борисычем рассказывают о случившемся: Алика увезли в больницу, «портрет немного попортили, но жить будет». Вера надевает Виктору на шею оберег в виде молота. Люди «Солдата» увозят «Акулу», по всей видимости, на казнь.
В дороге «Акула» провоцирует аварию и освобождается от пленителей. Он убивает случайного свидетеля-дальнобойщика, угоняет его грузовик и едет за Виктором с Верой, которые возвращаются на машине сквозь дождь и грозу. Он настигает их на Петербургской дамбе и теснит до самого туннеля. На улице бушует ураган, вокруг нет ни души. По радио предупреждают об угрозе наводнения и объявляют, что питерцам лучше не покидать дома.
Туннель наполовину затоплен и заставлен пустыми автомобилями, по-видимому, брошенными людьми, спасающимися от стихийного бедствия. Виктор и Вера снова попадают в аварию. Евгений стреляет по ним, но ослеплённый злобой и яростью не может попасть. Виктор вылезает из искорёженного автомобиля и выбивает оружие из рук «Акулы». Начинается финальная схватка. Во время неё Вера пытается освободиться, но автомобиль вместе с ней погружается в воду, наполняющую туннель.
Злость придаёт «Акуле» сил, и он даёт жёсткий отпор утомлённому Виктору. Выхватив нож, Евгений пытается его зарезать, но попадает остриём точно в оберег-молот. Виктор перехватывает нож и вонзает «Акуле» в плечо, затем душит ослабевшего врага ремнём безопасности и убивает насмерть ударом кулака наотмашь в висок. После этого он спасает Веру, которая по счастливому стечению обстоятельств не успела захлебнуться.

## В ролях
| Актёр             | Роль                                                                     |
| ----------------- | ------------------------------------------------------------------------ |
| Алексей Чадов     | боксёр Виктор «Молот» Строев главный герой                               |
| Антон Шагин       | бандит Евгений, «Акула»                                                  |
| Оксана Акиньшина  | Вера возлюбленная Виктора                                                |
| Сергей Чирков     | менеджер Виктора Алик                                                    |
| Игорь Скляр       | тренер Виктора Борисыч                                                   |
| Мелвин Манхуф     | американский боец MMA Мануэль «Тайфун» Ривера противник Виктора на ринге |
| Никита Панфилов   | бандит «Солдат» (имя не указано) кредитор и сообщник «Акулы»             |
| Евгений Евдокимов | врач Виктора                                                             |
| Олег Посполитак   | журналист                                                                |
| Дмитрий Пеньков   | охранник «Акулы»                                                         |

## Съёмочная группа
- Режиссёр — Нурбек Эген
- Операторы — Максим Осадчий и Сергей Мачильский
- Продюсер — Юрий Сапронов
- Автор сценария — Олег Маловичко
- Песню Аллилуйя исполняют — Баста и Смоки Мо
- Композиторы — Пол Миллс, Dj Грув

## Съёмки
Фильм частично снимался в Санкт-Петербурге. Для съёмок эпизода в затопленном тоннеле на территории ялтинского грузового порта был построен тоннель длиной 100 метров с возможностью набора воды до 2 метров. Для создания пробки в тоннель было свезено 47 автомобилей. В большинстве сцен боёв Алесей Чадов снимался без дублёров, для чего в течение года перед началом съёмок он набирал форму и занимался боевыми искусствами.
Трейлер появился в сети 7 сентября 2016 года.